# Derongma
Derongma (kinesiska: 德荣马乡, 德荣马) är en socken i Kina. Den ligger i provinsen Sichuan, i den sydvästra delen av landet, omkring 640 kilometer nordväst om provinshuvudstaden Chengdu. Antalet invånare är 3 769. Befolkningen består av 1 840 kvinnor och 1 929 män. Barn under 15 år utgör 32 %, vuxna 15-64 år 61 %, och äldre över 65 år 6,0 %.
Genomsnittlig årsnederbörd är 689 millimeter. Den regnigaste månaden är juli, med i genomsnitt 158 mm nederbörd, och den torraste är december, med 4 mm nederbörd.